# Jure Bogataj
Jure Bogataj, slovenski smučarski skakalec, * 26. april 1985, Kranj.
Bogataj se je osemkrat uvrstil med dobitnike točk v svetovnem pokalu, sedemkrat v sezoni 2004/05 in enkrat v 2007/08. Prvič je točke osvojil 15. januarja 2005, ko je bil osemnajsti na poletih na Kulmu, najboljšo uvrstitev pa je dosegel 5. februarja istega leta, ko je osvojil dvanajsto mesto v Saporu. S slovensko reprezentanco, v kateri so bili še Jernej Damjan, Primož Peterka in Rok Benkovič, je osvojil bronasto medaljo na Svetovnem prvenstvu 2005 v Oberstdorfu. Na istem prvenstvu je osvojil tudi 28. mesto na veliki skakalnici.